# Супермодулярность
Супермодулярность — обобщение свойства выпуклости функций числового аргумента на функционалы, определённые на множествах произвольной природы.
Функционал v, определённый на подмножествах множества N, называется супермодулярным, если для любых подмножеств {\displaystyle A,B\subseteq N} выполнено
Функционал называется модулярным, если данное условие выполнено как равенство. Функционал называется субмодулярным, если неравенство выполнено с обратным знаком.
Эквивалентное определение супермодулярности: для любого подмножества {\displaystyle A\subset N}, для любых {\displaystyle i,j\in N} выполнено
Супермодулярность является более сильным свойством, чем супераддитивность функционала. Любой супермодулярный функционал является супераддитивным.

## Синергетическая интерпретация
В терминах синергетики супераддитивность функционала указывает на наличие синергетического эффекта от объединения двух систем. При этом супермодулярность свидетельствует о том,
что величина синергетического эффекта от объединения возрастает с увеличением масштаба объединяемых систем
(положительный эффект масштаба). Субмодулярность говорит о возникновении негативных синергетических эффектов
с ростом масштаба систем (диссинергия). Модулярность функционала соответствует отсутствию синергетических
эффектов при объединении систем.

## Применение
Понятие супермодулярности используется в теории кооперативных игр для доказательства существования C-ядра. Согласно теореме Шепли, супермодулярность характеристической функции
кооперативной игры является достаточным условием существования непустого C-ядра.